# Usein Bodaninski
Usein Bodaninski (în tătară crimeeană Üsein Abdurefi oğlu Bodaninski, Усеин Абдурефи огълу Боданинский; n. 1/13 decembrie 1877, Simferopol, Imperiul Rus – d. 17 aprilie 1938, Simferopol, RSFS Rusă, URSS) a fost un istoric, artist, critic de artă și etnograf tătar crimeean, primul director al Muzeului Palatului Bahcisarai.
Numele său semnifică „de la Bodana”, iar prenumele „Üsein” este o variantă a Hussein. S-a născut în Crimeea, în satul Bodana din uezdul Simferopol, Gubernia Taurida, Imperiul Rus.
În 1917 a fost numit director al Palatului Bahcisarai. Fratele său a murit luptând de partea bolșevicilor în timpul Războiului Civil Rus din 1920. La mijlocul anilor 1920, Usein Bodaninski a condus o expediție în Crimeea cu intenția de a recupera și studia manuscrisele istorice, folclorul și arhitectura peninsulei.
În 1937, a fost arestat la Tbilisi în timpul Marii Epurări, fiind acuzat de desfășurarea activității antisovietice naționaliste. A fost împușcat fără proces de judecată la 17 aprilie 1938, împreună cu o serie de alți reprezentanți de seamă ai culturii tătare crimeene: Asan Sabri Aivazov, Iakub Ableamitov, Iakub Azizov, Osman Akciokraklî, Ramazan Aleksandrovici, Iaghia Bairașevski, Jafar Gafarov, Kerim Djemaledinov, Suleiman Idrisov, Ibraim Ismailov, Abdulla Latif-zade, Fevzi Musanif, Mamut Nedim, Abduraim Samedinov, Ilias Tarhan, Server Trupciu, Seitjilil Hattatov și Bileal Ceagar.